# Pierre Langlais

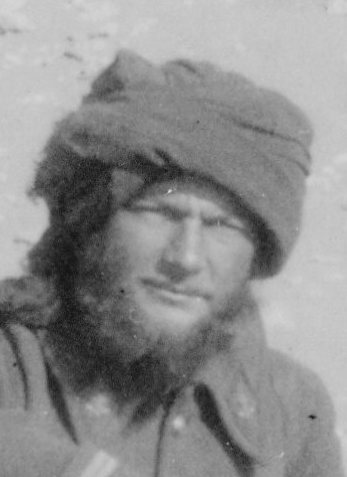
Pierre Langlais im Rang eines Leutnants, 1932

Pierre Langlais (* 2. Dezember 1909 in Pontivy; † 17. Juli 1986 in Vannes) war ein französischer General. Nachdem er vor dem Zweiten Weltkrieg den größten Teil seiner Karriere in Frankreichs nordafrikanischen Kolonien verbracht hatte, wurde Langlais vor allem durch seine Rolle im Indochinakrieg bekannt, wo er Fallschirmjäger kommandierte und de facto zum Kommandeur der französischen Garnison inmitten der  Schlacht um Điện Biên Phủ wurde.

## Leben
Langlais beendete die Militärschule Saint-Cyr 1930 und trat als Leutnant der Kolonialinfanterie bei. Er diente in der Compagnies Méharistes, die in der Sahara Patrouillen durchführte. Nach dem Fall Frankreichs im Jahr 1940 im Zweiten Weltkrieg blieb Langlais in Nordafrika. Nach der Niederlage der französischen Vichy-Truppen in der Operation Torch schloss er sich dem französischen Expeditionskorps an und war in Italien im Einsatz. Anschließend wechselte er zur Ersten Französischen Armee unter dem Kommando von General Jean de Lattre de Tassigny, wo er im Elsass und in Deutschland eingesetzt wurde.
Im Oktober 1945 kam Langlais als Bataillonskommandeur der 9. kolonialen Infanteriedivision (9e DIC) in Indochina an. Sein Bataillon nahm an den ersten Schlachten des Ersten Indochinakriegs teil, darunter auch an der Schlacht von Hanoi im Dezember 1946. Langlais zeichnete sich als vielversprechender junger Bataillonskommandeur in den erbitterten Häuserkämpfen aus, die während dieser Schlacht tobten und schließlich zur Wiederbesetzung Hanois durch die Franzosen führten. 1947 kehrte er nach Frankreich zurück. Langlais kehrte 1949 für einen zweiten zweijährigen Einsatz nach Indochina zurück. Er wurde in das chinesische Grenzgebiet versetzt, wo er die Niederlage der letzten verbliebenen Einheiten der nationalistischen chinesischen Armee auf dem Festland beobachtete. Anschließend wurde Langlais in Zentralvietnam und Nordlaos eingesetzt, wo er an mehreren schwierigen Missionen beteiligt war. Nach seiner Rückkehr nach Frankreich erhielt Langlais im Oktober 1951 das Kommando über die 1. koloniale Para-Commando-Demi-Brigade (1 DBCCP), die Ersatzkräfte für Indochina ausbildete. Um diesen Auftrag annehmen zu können, ließ sich Langlais, der bisher nur in den Compagnies Méharistes oder in leichten Infanterieregimentern gedient hatte, zum Fallschirmjäger ausbilden.
Am 21. November 1953 nahm das Groupement Aéroporté 2 (GAP 2) unter dem Kommando von Oberstleutnant Langlais an der Operation Castor teil, der Einnahme des Tals von Điện Biên Phủ. Langlais sprang mit den Männern per Fallschirm ab, verletzte sich jedoch bei der Landung schwer am Knöchel und musste am folgenden Tag nach Hanoi evakuiert werden. Langlais kehrte am 12. Dezember 1953 mit einem Gipsfuß nach Dien Bien Phu zurück und übernahm das Kommando über alle Luftlandetruppen im Tal. Am 12. Dezember 1953 nahm er an einer Operation teil um die Garnison in Mường Pồn entlang des Pavie Tracks zu entlasten. Die Operation war ein Fehlschlag, GAP 2 geriet auf dem Pavie Track wiederholt in einen Hinterhalt und erreichte Muong Pon erst nachdem die Garnison überrannt worden war. Die Rückkehr nach Dien Bien Phu wurde durch häufige Hinterhalte der Vietminh und Artilleriebeschuss erschwert. Am 21. Dezember startete ein weiterer Aufklärungsangriff mit dem Namen Operation Regate zur laotischen Stadt Sop-Nao, um sich mit einer laotisch-marokkanisch-französischen Truppe aus Laos zu verbinden. Die 80 km lange Strecke war äußerst schwierig, da sie durch bergiges, von tiefen Schluchten und zahlreichen Flüssen durchzogenes Gelände führte. Die Verbindung wurde am 23. Dezember hergestellt und GAP 2 kehrte über eine andere (und schlechtere) Route nach Dien Bien Phu zurück, wo es am 26. Dezember wieder eintraf. Der Bericht von Langlais über die Operation ließ keinen Zweifel daran, dass von Dien Bien Phu aus keine weitreichenden Offensivoperationen möglich waren. Langlais' Rat wurde ignoriert und die Offensivoperationen wurden im Januar und Februar 1954 fortgesetzt, obwohl der immer enger werdende Belagerungsring der Vietminh bedeutete, dass die Angriffe zunehmend auf Vietminh-Kräfte in einem Umkreis von wenigen Kilometern um die zentrale Stellung in Dien Bien Phu trafen. Am 11. März führte Langlais den letzten großen Aufklärungseinsatz gegen die Gräben der Vietminh, die auf dem Hügel 555 oberhalb des Stützpunkts Beatrice, nur 3,2 km von der zentralen Stellung entfernt, ausgehoben wurden. Der Angriff war ein Fehlschlag. Am 13. März 1954 um 17 Uhr duschte Langlais gerade, als das Artilleriefeuer der Vietminh, das den Beginn der eigentlichen Schlacht ankündigte, einsetzte. Langlais rannte zu seinem Gefechtsstand und nahm Kontakt mit seinen unterstellten Einheiten auf. Um 19:50 Uhr teilte Kommandant de Castries Langlais telefonisch mit, dass Oberstleutnant Gaucher mit seinem gesamten Stab gefallen sei und Langlais nun das Kommando über den zentralen Sektor habe. Als die französische Stellung im Tal zunehmend unter Druck geriet, zog sich der Kommandant de Castries von den ihm unterstellten Männern zurück und verließ nur noch selten sein unterirdisches Hauptquartier. Langlais kommentierte später unverblümt de Castries' begrenzte Rolle in der Schlacht mit den Worten: „Er übermittelte unsere Nachrichten nach Hanoi.“ Am 16. April 1954, während der Schlacht, wurde Langlais zum Oberst befördert. Angesichts dieses Befehlsvakuums berichtete Bernard Fall, dass Langlais am 24. März in Begleitung der voll bewaffneten Kommandeure der Fallschirmjägerbataillone in Dien Bien Phu das Hauptquartier von de Castries betrat. De Castries wurde daraufhin darüber informiert, dass er zwar nach außen hin den Anschein eines Kommandos erwecken würde, in Wirklichkeit aber das tatsächliche Kommando über die Festung in Langlais' Händen liegen würde. Der Bericht über diesen „Staatsstreich“ ist jedoch unbestätigt, und Martin Windrow hält es nach Durchsicht der verfügbaren Primärquellen für wahrscheinlicher, dass mit der Übergabe der operativen Kontrolle an Langlais lediglich die Realität der Situation anerkannt wurde und dass Langlais die meisten wichtigen Entscheidungen in der Verteidigung bereits seit mehreren Wochen getroffen hatte. Am 7. Mai 1954 wird er wie die gesamte Garnison des Lagers gefangen genommen. 1963 veröffentlichte Langlais das Buch Dien Bien Phu über die Schlacht.
Nach seiner Gefangenschaft als Vietminh-Gefangener kehrte Langlais nach Frankreich zurück. Während des Algerienkriegs kommandierte er eine Luftlandebrigade. Langlais befehligte die 22e R.I.Ma während des Algerienkriegs in der Region Marnia von 1955 bis 1959. Bis 1966 wurde Langlais zum Général de brigade befördert und befehligte die 20. Luftlandebrigade in Pau, Pyrénées-Atlantiques. 
Er verließ das Militär 1968 als Général de division. Unter seinen zahlreichen Orden befand sich das Großkreuz der Ehrenlegion. Von 1969 bis 1984 war er Präsident der Association Nationale des Combattants de Dien Bien Phu.
Langlais nahm sich,  gesundheitlich angeschlagen und depressiv, 1986 das Leben. Er sprang am 17. Juli aus dem Fenster seiner Wohnung in Vannes.

## Werke
- Dien Bien Phu. Éditions France-Empire, Paris 1963, und Presses Pocket, Paris 1969.